# Kajenski papar
Kajenski papar (kajenska paprika,	čili, đavolji papar) je uzgojena ljuta papričica, kultivar vrste Capsicum annuum. Raste u suptropskim i tropskim područjima čiji su zreli plodovi izrazito crvene boje. Hrvatski botaničari Josip Karavla, a slijedi ga i Toni Nikolić, kajenskim paprom nazivaju biljku stručno zvanom 
Capsicum frutescens,, vrstom  čiji je kultivar tabasko paprika.

## Uporaba
Popularnost kajenskog papra se jako proširila, pa je postala važnim začinom, posebno u kreolskoj kuhinji, ali i u Kini, Meksiku, južnoj Italiji te sjeveroistočnoj Aziji. Plodovi se mogu jesti sirovi ili kuhani, no najčešće se kao začin upotrebljavaju sušeni i usitnjeni u prah.
Papar je zdrav zbog kapsaicina, fitokemikalije koju sadrži, i povećava inzulinsku osjetljivost, što smanjuje rizik za razvoj dijabetesa.

## Zanimljivosti
- Japanci su kajenski papar koristili kao prirodni lijek protiv neplodnosti.
- Stari rimski i grčki liječnici su ovaj začin koristili za liječenje bolesti kao što su zamor, letargija, prehlada, loša probava itd.
- Kajenski papar su nekada stavljali u vunene čarape kako bi se za vrijeme velikih hladnoća zagrijale noge.[7]

## Primjena u narodnoj medicini
Opsežna klinička istraživanja pokazuju da je kapsaicin, spoj koji se nalazi u kajenskoj paprici, uglavnom odgovoran za ljuti okus. Primijenjen na kožu, kapsaicin desenzibilizira živčane završetke i djeluje kao protu-nadražujući. Također može pružiti učinkovito ublažavanje boli u uvjetima poput artritisa i glavobolje.
Kajenska paprika je  siguran i efektivan tonik za srce, te odličan lijek za probavu. Bogat je vitaminima A i C, pomaže u liječenju i podržavanju imunološkog sustava, što je jedan od razloga zašto je tako koristan u formulama protiv prehlade i gripe. Kajenska paprika također ima dugu povijest uporabe kao biljka za srce. Dr. John Christopher, poznati travar sredinom 20. stoljeća, preporučio je ovu biljku kao prvu pomoć kod srčanog udara, te kao tonik za jačanje srca.
Potiče limfni sustav, međutim, također stvara sluz, stoga se ne preporučuje korištenje kajenske paprike u dužem periodu. Koristi se za zaustavljanje krvarenja (unutarnje i vanjsko krvarenje). Također se upotrebljava kod liječenja čireva.
Stimulira sve izlučujuće organe, regulira šećer u krvi, stoga je odlična pomoć kod problema s dijabetesom. Može ublažiti bol poslije amputacije, kao i bol od perifernih neuropatija uzrokovanih dijabetesom. Također jako dobra biljka za poboljšanje cirkulacije.
Kajenska paprika potiče cirkulaciju cijelog tijela, a jedan od njezinih glavnih sastojaka kapsaicin daje mozgu signale da otpusti endorfine (hormoni sreće). Pomaže smanjiti i ukloniti glavobolje, korisna je kod astme i problema sa sinusima, te potiče izlučivanje sluzi iz nosa i pluća. Kajenska paprika pomaže regenerirati krvne stanice, potiče izlučivanje toksina iz krvi, te je također vrlo korisna kod začepljenih arterija i visokog krvnog tlaka.